# Relakks
Relakks var en svensk kommersiell anonymitetstjänst och darknet, lanserad på initiativ av Jonas Birgersson i samarbete med Piratpartiet den 14 augusti 2006, och som drevs av Trygghetsbolaget i Lund AB. Styrelseordförande var Jan-Erik Fiske, grundare av Bredbandsbolaget. Webbplatsen lades senare ner och de tjänsterna man sålde upphörde. Företaget gick i konkurs 16 maj 2024 och trädde i likvidation 12 juli samma år. 

## Funktion
Relakks sålde en avgiftsbelagd krypterad VPN-anslutning till Relakks servrar från vilka användaren tilldelades ett nytt IP-nummer gentemot Internet.
Det som skilde Relakks från de flesta avgiftsfria proxytjänster som bara gav anonyma IP-nummer var att användaren anslöt genom en 128 bits krypterad VPN-tunnel samt att Relakks inte sade sig begränsa användarnas bandbredd.
Krypteringen innebar att användarens internetleverantör eller andra Internet-aktörer inte kunde avgöra vilken typ av information som skickas till och från användaren.